# Día Mundial del Ajedrez
El Día Mundial del Ajedrez es una jornada que se celebra el 20 de julio desde 2020, fue establecida oficialmente en 2019 por la Asamblea General de las Naciones Unidas.

## Proclamación
El Día Mundial del Ajedrez fue proclamado el 12 de diciembre de 2019 por la Asamblea General, gracias a la propuesta y los esfuerzos de la Federación Internacional de Ajedrez (FIDE por sus siglas en francés). Este reconocimiento se logró por el compromiso de la FIDE en promover la cooperación internacional y fomentar una convivencia respetuosa entre los pueblos mediante el apoyo continuo a la actividad ajedrecística a nivel global.

## Celebración
Este día se celebra el 20 de julio, coincidiendo con la fecha de fundación de la FIDE el 20 de julio de 1924 en París. Desde 1966, esta fecha ha sido observada por ajedrecistas de todo el mundo, ayudando a promover el diálogo, la solidaridad y la cultura de paz a través del ajedrez y reconociendo el ajedrez como herramienta de inclusión y desarrollo intelectual.